# Eau boriquée
L'eau boriquée est une solution aqueuse antiseptique renfermant environ 3,5 % d'acide borique (H3BO3), un acide dérivé du bore. Il est généralement associé à sa forme basique en dosage équimolaire. C'est un antiseptique léger, peu irritant, utilisé autrefois pour traiter les infections cutanées, mais il existe de nos jours d'autres moyens plus efficaces. Il est toujours utilisé dans les produits cosmétiques destinés à réduire les rougeurs de l'œil. Son usage doit cependant rester modéré et n'est pas compatible avec le port de lentilles. Certains pédiatres le conseillent pour combattre le larmoiement de l'œil chez le nourrisson en association avec des pommades oculaires, mais les avis sont partagés. On s'en sert encore en solution diluée dans les « lave-œil » des laboratoires de chimie.
En raison de la toxicité de l'acide borique non dilué, l'utilisation d'eau boriquée est déconseillée comme désinfectant par certains spécialistes – mais ils ne font pas l'unanimité.
Elle est aussi appelée quelquefois « sel sédatif de Homberg ». Elle est également utilisée en onguent pour combattre les sudations excessives.